# Cophixalus riparius
Cophixalus riparius és una espècie de granota que viu a Papua Nova Guinea.